# John Carson
Pour les articles homonymes, voir Carson.
John Carson (né le 28 février 1927 à Colombo (Ceylan) et mort le 5 novembre 2016 au Cap (Afrique du Sud) est un acteur britannique connu à la fois pour ses rôles à la télévision et au cinéma.

## Biographie
John Carson a commencé à tourner pour le cinéma en 1947. Il a ensuite fait carrière en tournant dans des films britanniques à petit budget comme Seven Keys en 1961. Il profite de sa voix sombre et sinistre pour tourner dans plusieurs films d'horreur tels que Une messe pour Dracula (1970) et Capitaine Kronos, tueur de vampires (1972).
En dehors des films d'horreur, John Carson est également connu pour ses rôles de « méchant » dans plusieurs séries des années soixante, comme Le Saint ou Chapeau melon et bottes de cuir.
John Carson a également tourné pour la télévision la série télévisée Robin des Bois, Ivanhoe, Guillaume Tell, ainsi que Emma, la série télévisée de 1972 tiré du roman du même nom de Jane Austen ; il y tenait le rôle de M. Knightley.

## Filmographie
Pour un aperçu plus complet, voir la page John Carson en langue anglaise.

### Cinéma
- 1966 : L'Invasion des morts-vivants (The Plague of the Zombies) de John Gilling
- 1970 : Une messe pour Dracula (Taste the Blood of Dracula) de Peter Sasdy
- 1974 : Capitaine Kronos, tueur de vampires (Captain Kronos - Vampire Hunter) de Brian Clemens
- 2008 : Le Deal (The Deal) de Steven Schachter

### Télévision
- 1983 : Doctor Who (série télé, saison 20, épisode 2 « Snakedance » : Ambril
- 1989 : Hercule Poirot (série TV, épisode Vol au château) : Sir George Carrington
- 2005 : Hercule Poirot (série TV, épisode Les Indiscrétions d'Hercule Poirot) : Richard Abernethie